# Bir Umar
Bir Umar (arab. بئر عمر) – wieś w Syrii, w muhafazie Aleppo, w dystrykcie Ajn al-Arab. W 2004 roku liczyła 773 mieszkańców.